# AV1
AV1（AOMedia Video 1）は、インターネット上での動画配信を目的として非営利団体のAlliance for Open Mediaが開発したオープンかつロイヤリティフリーな動画圧縮コーデックである。主にGoogleのVP9を基礎とし、DaalaとThorとVP10の技術を組み込んで開発された。類似技術であるGoogleのVP9やMPEGのHEVC/H.265の置き換えを目指している。

## コンソーシアム
開発を行っているのは半導体産業、ビデオ・オン・デマンドプロバイダやウェブブラウザ開発主体の主要企業の出資により2015年に設立されたコンソーシアムであるAlliance for Open Media（AOMedia）である。
このコーデックはInternet Engineering Task Force（IETF）の動画の標準化ワーキンググループである Internet Video Codec（NETVC）による標準化の最有力候補となっている。彼らは標準化に必要とされる項目をリストにまとめている。

## 沿革
2015年に非営利団体としてAlliance for Open Media（AOMedia）がAmazon、Cisco、Google、Intel、Microsoft、Mozilla、Netflixの共同で設立された。2016年4月にARMとNVIDIA、2017年1月にHulu、2017年11月にFacebook、2018年1月4日にAppleがAOMediaに参加した。その他、世界中の色々な会社がプロモーターメンバーとして参加している。
2018年3月28日に仕様（AV1 Bitstream and Decoding Process Specification）が一般公開され、その後も6月25日に仕様の検証済バージョン1.0が、2019年1月9日にバージョン1.0の正誤表付き版が公開された。また、関連仕様として2018年9月7日にコンテナフォーマットのAV1 ISO Base Media File Format Binding Specificationも公開されている。

## 特徴
主な特徴として、ロイヤリティフリーの（特許）ライセンスを用いていることがあり、競合規格であるHEVC/H.265が複雑かつ高額なソフトウェア特許ライセンスを用いていることと対照的になっている。ライセンスにより広範な利用を可能とするため競合企業の特許を侵害しないことを重要視している。この特許規約がW3Cによって採択されてからは、AV1の特許を使用している特許についても同じライセンスで提供されるようになっている。
AV1は、アルゴリズムの煩雑化を避けつつ圧縮効率を上げる最先端のコーデックを目指しており、性能上での目標としてHEVCおよびVP9に対し約50%の効率上昇を掲げていた。仕様が公開された2018年3月現在、PSNRの比較でHEVCより30%程度優れていることが確認されている。
前述のように、このコーデックはWebRTCを始めとするリアルタイム処理と高画質化の面においてH.264に代表される今世代の動画圧縮フォーマットに対してより高効率となるよう設計されている。
2020年1月現在、リファレンス実装であるlibaomのエンコード速度が非現実的（x264の数千倍）なまでに低速であることが欠点とされる。エンコードの高速化を目標としたオープンソースのrav1eや、IntelがXeon CPU向けに開発しているSVT-AV1などの実装などが存在しているが、rav1eによるエンコードにはx264やx265の数倍～数十倍程度の時間がかかり非常に低速であるが、SVT-AV1では設定次第でx265より速くなることがある。

## 技術

AV1エンコーダーの処理ステージと、各ステージと関係する関連技術。

AV1は、伝統的なブロックベースの周波数変換のフォーマットに新しい技術を加えたものである。GoogleのVP9をベースに追加の技術が組み込まれており、AV1では主にエンコーダーでより多くの圧縮オプションを利用できるようになり、異なる種類の入力により適応できるようになっている。
Allianceは、Cとアセンブリ言語で書かれたリファレンス実装を、2条項BSDライセンスのもとで自由ソフトウェアとして公開している。開発は公開の場で行われ、AOMの会員かどうかに関わらずコントリビュートを受け付けている。

## サポートしているコンテナフォーマット

### 標準化された仕様
- ISOベースメディアファイルフォーマット[17]（ISO base media file format; ISOBMFF） - ISOBMFFコンテナフォーマットに対してAV1を対応させる仕様をAOMediaが2018年9月7日に策定した。ISOBMFF はMP4で使われているものである。このフォーマット（MP4）がYouTubeで使用されている[18]。

### 標準化している最中で完了していない仕様
- Matroska - AV1に対応させるMatroskaコンテナの最初のバージョンの仕様[19]は2018年9月に公開された[20]。しかし修正自体は2018年10月以降も続いており、最終的な仕様は2018年12月現在決まっていない。

### 標準化されていない仕様
- WebM - MatroskaのサブセットであるWebMでは正式にはAV1は承認されていない[21]。しかしlibaomではMatroska側の仕様が決まる前にWebMをサポートしていた為、Matroskaの仕様に従うことになった[22]。
- On2 IVF[23] - このフォーマットは最初にVP8がリリースされたときから継続して使用されており、開発用の単純なコンテナとして使用され続けている[24]。AV1のエンコーダーのrav1eもこのフォーマットをサポートしている[25]。

## 採用
前述の通りソフトウェアでのエンコードが非現実的なまでに低速なため(SVT-AV1は例外)、莫大なエンコード時間をかけてでもファイルサイズを小さくしトラフィックのコストを下げることが利益につながる動画配信業者が採用を表明している。
YouTubeではビットストリームの規格が固まり次第、6ヶ月以内に高画質の動画から迅速なAV1への移行を行うことを宣言しており、2018年9月15日からベータ版としてAV1でエンコードされた動画をまとめたプレイリストを公開した。2020年1月現在、PC向けサイトの一部動画に採用されている。また、2021年4月に専用のハードウェアエンコーダ（H.264およびVP9）を独自に開発したことを発表した際、将来的にAV1のエンコード機能を搭載することも明かしている。
Netflixでは、2020年2月からAndroidアプリ向けのストリーミングでAV1の利用を開始した。2020年にTV向けのハードウェアデコードが普及したことから、TV向けにも2021年11月にAV1でのストリーミングを始めた。
また、Alliance for Open Mediaに属する半導体事業者（AMD、ARM、NVIDIA、Intel）はAV1のハードウェアサポートに向けて働きかけている。PCでは、2020年に発売されたIntelのIntel Xeシリーズ(Tiger Lake及びRocket Lake世代のCPU及び単体GPU)、AMDのRadeon RX 6000シリーズ、NVIDIAのGeforce RTX 30シリーズ及びそれ以降の世代と、2023年に発売されたAppleのM3シリーズのGPUがAV1のハードウェアデコードに対応している。スマートフォンでは2019年に発表されたMediaTek社製ハイエンドスマートフォン向けSoCであるDimensity 1000が先行していたが、2023年9月現在ではSamsung Exynos 2200, Qualcomm Snapdragon 8 Gen 2, Apple A17 Proがハードウェアデコードに対応する。
また、ハードウェアエンコーダーの実装は2024年2月現在、前述のデコーダーを搭載したIntel, Nvidia, AMD各社の次の世代にあたるIntel Arc, RTX40シリーズ,RX 7000シリーズの各GPUに実装されている。
DMM TVは2024年7月から一部機器を対象にAV1での配信を開始した。日本国内の動画配信事業者としてのAV1での動画配信は業界初としている。

## 対応ソフトウェア

### ウェブブラウザ
- Google Chrome 70（2018年10月17日）[40]
- Mozilla Firefoxは65からWindows版で[41]、67から全てのOSでサポートしデフォルトで有効になっている。
- Microsoft Edge 121[42]
- Opera 57[40]
- SeaMonkey 2.53.5[43]

### メディアプレイヤー
- VLC media player 3.0
- mpv v0.29.0[44]
- MKVToolNix v22.0.0[45][46]
- Bitmovin v1.50[47]
- MPC-HC v1.8.1[48]

### その他
- FFmpeg 4.0（2018年4月）[49]
- GStreamer 1.14[50]
- MediaInfo v18.03[51]

## AV1 Image File Format（AVIF）
AV1 Image File Format（AVIF）は、画像や画像シーケンスをAV1で圧縮してHEIFファイル形式で保存するための画像ファイルフォーマットの仕様である。ISOBMFFという同じコンテナフォーマットを使用し圧縮にHEVCを使用しているHEICと競合している。バージョン1.0.0は、2019年2月19日に策定された。
AVIFでは、AV1のイントラフレーム（Iフレーム）符号化群の技術を応用して静止画を圧縮している。AVIFのように既存の動画コーデックの符号化技術を応用した例としては、VP8のWebPやH.265のHEIFがある。
AVIFは、以下のような機能をサポートしている。
- ハイダイナミックレンジ（HDR）
- 8、10、12 bitの色深度
- ロスレス圧縮と非可逆圧縮
- モノクロ（alpha/depth）またはmulti-components
- 広色域（WCG）、ISO/IEC CICP、ICCプロファイルを含む、任意の色空間
- 4:2:0、4:2:2、4:4:4のクロマサブサンプリング
- 粒状性（film grain）

### AVIFの対応環境
2018年12月14日、Netflixは最初の.avif形式のサンプル画像を公開し、VLCにサポートが追加された。MicrosoftもWindows 10の「19H1」プレビューリリースでFile Explorer、Paint、複数のAPIでの対応を発表し、サンプル画像を公開した。主要ブラウザでもサポートが進んできている。2020年8月、Google Chromeのバージョン85でAVIFがサポートされた。また、2021年10月、 Mozilla Firefoxがバージョン93でAVIFを標準サポート。  （アニメーション対応は大幅に遅れて2023年5月のバージョン113でサポート）尚Mozillaは当初、バージョン86での標準サポートを予定していたが、これはリリースの前日に撤回されていた  。WebKitは2021年3月5日にAVIFをサポート。Safariの画像デコードはmacOS, iOS, iPadOSによって処理されていたが、Safari 16.4以降ではmacOS Ventura, macOS Monterey, macOS Big Surで、iOS 16以降, iPadOS 16以降でAVIFをサポートしている。Microsoft Edgeは2024年1月25日、バージョン121で対応した。Paint.NETは2019年9月18日に読み込みに対応し、2020年10月23日には保存にも対応した。Colorist format conversionとDarktable RAW image dataは、それぞれサポートをリリースし、libavifのリファレンス実装を公開して、プラグインAPIのバージョン3.xと2.10.xに対応するGIMPプラグインの実装が開発された。
2020年2月14日、Netflixはブログ記事を公開し、JPEGと比較した場合のAVIF形式の画像の品質と圧縮効率を測定した、客観的な評価手法を発表した。

## ライセンスの問題
2020年、Sisvelは、AV1を使用するにはライセンス契約が必要であると主張している。